# Hibernians Football Ground
Der Hibernians Football Ground (auch Tony Bezzina Stadium) ist ein Fußballstadion in Paola auf der Insel Malta. Es ist die Heimspielstätte des Fußballvereins Hibernians Paola.

## Geschichte
Die vom Hibernians Ground Management Board betriebene Sportstätte entstand auf einem ehemaligen Gelände der Marine und wurde am 9. November 1986 durch den damaligen maltesischen Minister für Arbeit und Sport, Lorry Sant, eröffnet. Es ist nach dem Nationalstadion Ta’ Qali die zweitgrößte Arena auf Malta.
Die Anlage bietet Platz für 8000 Zuschauer und dient dem Fußballverein Hibernians Paola überwiegend als Trainingsgelände, da die meisten Spiele der Maltese Premier League im Ta’ Qali-Stadion abgehalten werden. Die Sportstätte wurde wiederholt von zahlreichen ausländischen Fußballteams für das Wintertraining genutzt. Neben verschiedenen Clubs aus der Schweiz gehörten die polnische Fußballnationalmannschaft und die niederländischen Teams von FC Utrecht, SC Heerenveen und Willem II Tilburg zu den Gästen.
Darüber hinaus nutzt es die Malta Rugby Football Union im Rugby Union als Heimspielstätte.